# 응우옌응이엠
응우옌응이엠(베트남어: Nguyễn Nghiễm / 阮儼 완엄, 1708년 4월 14일 ~ 1775년 12월 9일)은 대월 후 레 왕조의 정치인, 군인, 시인이다. 자는 히뜨(베트남어: Hy Tư / 希思 희사, 호는 응이히엔(베트남어: Nghi Hiên / 毅軒 의헌), 별호는 홍어거사(베트남어: Hồng Ngư cư sĩ / 鴻魚居士)이다.